# Convent de la Mare de Déu de Gràcia
|  | Per a altres significats, vegeu «Santa Maria de Gràcia d'Empúries». |

El Convent de la Mare de Déu de Gràcia és un convent al municipi de la Granadella (Garrigues) catalogat l'Inventari del Patrimoni Arquitectònic de Catalunya. És una antiga església i edificacions annexes avui força malmeses. És una construcció força senzilla feta de pedra, de planta baixa i dos pisos superiors. El conjunt ha estat molt modificat pels usos extra-religiosos als que s'ha anat adaptant. En origen hauria estat una sòlida construcció de pedra, avui molt deformada. S'observa que a la part baixa de l'edifici els carreus han estat ben escairats, tot el contrari que els de la part superior, on els veiem trencats i barrejats amb argamassa. Les obertures practicades a les façanes s'han disposat de forma arbitrària i algunes com la portada principal o algunes finestres de l'últim pis, han estat modificades. Pel que fa a l'església que hi havia a l'interior, tan sols es veuen restes de contraforts, part de l'absis principal i el campanar, similar a les espadanyes però d'un sol finestral.
El poble conserva encara l'edifici que fou primera església, situat a la vila closa. Estava dedicat a Santa Maria de Gràcia, nom amb què els repobladors cristians batejaven les mesquites consagrades al culte cristià. En resten els murs, però no l'interior, enderrocat durant la Primera Guerra Carlina (1835-37). A principis del segle xx, l'edifici fou ocupat per les monges de la Sagrada Família. Entre els anys 1956-58 fou un magatzem de gra i estable de gallines clandestí. Hi ha una làpida que gravat resa: "casa de la almoyna del discret n'Arnau Martí, prevere beneficiat en la seo de Leyda", possiblement del segle xv.